# Estació de Borriana-les Alqueries
Borriana-les Alqueries és una estació de la línia C-6 de la xarxa de Rodalies Renfe de València situada a l'est del nucli urbà de les Alqueries, a 2 kilòmetres del nucli urbà de Borriana, a la comarca de la Plana Baixa de la província de Castelló.
L'estació es troba a la línia del Corredor Mediterrani, per la qual cosa passen molts trens de llarg recorregut sense parar.
| Rodalies València de Renfe |                    |       |           |                        |
| Procedència/Destinació     | <                  | Línia | >         | Procedència/Destinació |
| València-Nord              | Nules-La Vilavella | C-6   | Vila-real | Castelló de la Plana   |